# Ali-Dede Bošnjak
Alaudin Ali-Dede ibn Mustafa el-Bosnevi - Šejhi turbe je bošnjački književnik iz Mostara. 
Napisao je više djela uglavnom tesavufskog sadržaja. Gazi Husrev-begova biblioteka posjeduje njegovo djelo O prvim događajima i posljednjim zbivanjima (Muhadaretul-evail ve musameretul-evahir). Ovo je djelo doživjelo dva izdanja u Kairu, prvo 1882., a drugo 1893. godine.